# Jan Heemskerk Azn.
Jan Heemskerk Azn. (Amsterdam, 30 juli 1818 – Den Haag, 9 oktober 1897) was een belangrijke Nederlandse politicus die tweemaal premier was (1874-1877 en 1883-1888) en driemaal minister van Binnenlandse Zaken. Hij begon zijn loopbaan als advocaat in Amsterdam en was later lid van de Hoge Raad en Raad van State. Ook zijn zoon Theo Heemskerk werd premier en leidde het langstzittende kabinet ooit.

## Korte levensloop
Jan Heemskerk Azn. (Abrahamszoon) werd geboren als enig kind in een gegoed burgermansmilieu. Zijn vader was zakenman en zijn begaafde moeder was dochter van een dominee. Jan kon goed leren en kreeg vanaf zijn 13e jaar privé-les bij de voorganger van de Universiteit van Amsterdam. Hij promoveerde cum laude als jurist en werd in 1859 liberaal lid van de Tweede Kamer voor de gemeente Amsterdam. Hij stemde in 1862 tegen het wetsvoorstel tot afschaffing van de slavernij in Suriname.
Al snel werd hij gevraagd als minister, dat was echter geen onverdeeld succes. Hij had nog te weinig ervaring om politieke situaties goed in te schatten en liet zich vaak leiden door zijn emoties. Hij botste met de invloedrijke Thorbecke in een periode toen kabinet en de koning de strijd aanbonden met de Tweede Kamer (1866-1868).
Toen hij nog een keer minister werd, deed hij het beter en kreeg hij waardering. Heemskerk bracht in deze tweede periode als minister belangrijke wetten tot stand zoals de Hoger-onderwijswet, de Hinderwet en de Spoorwegwet.
Als premier werd hij alom geprezen om zijn staatsmanschap, zijn werkkracht en scherpe oordeel. Hij viel op door zijn grote politieke soepelheid, vindingrijkheid, welsprekendheid en tact. Zijn houding ten opzichte van Thorbecke bleek echter onveranderd. Zo verhinderde hij dat er een standbeeld voor Thorbecke in Den Haag werd opgericht en ook het borstbeeld van Thorbecke verdween uit het Torentje.

### Uitbreiding mannenkiesrecht, uitsluiting vrouwen
In 1887 verdedigde hij behendig een Grondwetsherziening die de weg opende voor uitbreiding van het mannenkiesrecht, met het beruchte Caoutchouc-artikel dat vage grenzen aanlegde voor de geschiktheid als kiezer. Vrouwen werden nadrukkelijk van het passief en actief kiesrecht uitgesloten. Bij de vorige Grondwetsherziening, in 1848, werd alleen gesproken over Nederlanders en ingezetenen. Een jonge vrouw die in Amsterdam geneeskunde studeerde, Aletta Jacobs, en zich wilde laten registreren als kiezer, werd geweigerd en procedeerde tot aan de Hoge Raad, met een beroep op de Grondwet, maar kreeg ongelijk. De argumentatie was juridisch niet sterk, te weten "dat het ten eenenmale onaannemelijk is, dat het in de bedoeling van den Nederlandschen wetgever bij de herziening der Grondwet in 1848 zoude hebben gelegen om, in afwijking van destijds bestaande toestanden en geldende beginselen van Staatsrecht, het stemrecht aan vrouwen toe te kennen".
Heemskerk was enige tijd raadsheer in de Hoge Raad der Nederlanden.
Jan Heemskerk droeg het Grootkruis in de Orde van de Eikenkroon. Hij viel op door zijn grote politieke soepelheid, vindingrijkheid, welsprekendheid en tact.
Hij was Remonstrants, gedoopt op 27 augustus 1818 in Amsterdam. Zijn zoon Theo Heemskerk trad in zijn voetsporen, als jurist en als politicus, hij koos alleen een ander politieke zuil, die van de anti-revolutionairen.